# مول البندير
مول البندير (بالعربية: صاحب البندير) هو فيلم تلفزي كوميدي مغربي من إخراج إبراهيم شكيري سنة 2019، و بطولة كل من فيصل عزيزي، زهور السليماني، صلاح الدين بنموسى، هدى صدقي، سعاد العلوي، وآخرون.

## القصة
يحكي الفيلم قصة أستاذ عازب يسمى "عبد الرفيع"، يعيش معية والدته تحت سقف واحد، ودائم التأخر عن العمل بفعل بُعد المنزل عن المؤسسة التعليمية التي يُدرِّس بها، ليقرر في ما بعد الانتقال إلى مسكن قريب من مقر العمل درءا للتأخر، وهنا ستنقلب حياته رأسا على عقب، إثر علمه أن صاحبة المنزل هي "شيخة"، وتنظم بين الفينة والأخرى سهرات ستترك مفعولها في نفسية الأستاذ، بعدما استعصت عليه مسايرة تسديد ما بذمته من سومة الكراء.